# Araneus punctipedellus
Araneus punctipedellus är en spindelart som först beskrevs av Embrik Strand 1908.  Araneus punctipedellus ingår i släktet Araneus och familjen hjulspindlar. Inga underarter finns listade i Catalogue of Life.